# Seladerma longivena
Seladerma longivena är en stekelart som beskrevs av Huang 1991. Seladerma longivena ingår i släktet Seladerma och familjen puppglanssteklar. Inga underarter finns listade i Catalogue of Life.